# Wonderful Life (canción de Hurts)
Wonderful Life es una canción del dúo Hurts de synthpop de su álbum Happiness. Fue lanzado como su primer sencillo en Dinamarca el 3 de mayo de 2010, y como segundo sencillo en el Reino Unido el 22 de agosto de 2010. La canción alcanzó el número dos en Alemania, y llegó diez primeras posiciones en Dinamarca, Suiza y Austria.

## Antecedentes
En una entrevista con el sitio Web de entretenimiento Digital Spy, la banda Hurts dijo de la canción: "Se trata básicamente sobre la base de dos extremos: el primero es un hombre que quiere matarse a sí mismo y el segundo sobre amor a primera vista. Él está de pie en el puente para saltar y que está detenido por una mujer. Ellos se ven uno al otro y se enamoran. Ella básicamente dice: "Ven conmigo, todo va a estar bien"."

## Posicionamiento
| Listas (2010)   | Posición máxima |
| --------------- | --------------- |
| Austria         | 6               |
| Bélgica         | 8               |
| República Checa | 15              |
| Dinamarca       | 8               |
| Europa Hot 100  | 10              |
| Finlandia       | 15              |
| Alemania        | 2               |
| Irlanda         | 38              |
| Países Bajos    | 83              |
| Eslovaquia      | 14              |
| Suecia          | 30              |
| Suiza           | 4               |
| Uk Singles      | 21              |